# أباتشي هدوب
أباتشي هادوب (بالإنجليزية: Apache Hadoop)‏ هو برنامج أو منصة برمجية مفتوحة المصدر مكتوبة بلغة الجافا لتخزين ومعالجة البيانات الضخمة بشكل موزع مثل تخزين بيانات ضخمة على عدة أجهزة ومن ثم توزيع عملية المعالجة على هذه الأجهزة لتسريع نتيجة المعالجة.
وهي عبارة عن مجموعة من الأدوات البرمجية مفتوحة المصدر والتي تسهل استخدام شبكة من أجهزة الكمبيوتر لحل المشاكل التي تتضمن كميات هائلة من البيانات. وكما توفر إطار عمل برمجي framework للتخزين الموزع ومعالجة البيانات الضخمة باستخدام النموذج البرمجي MapReduce. تم تصميم جميع الوحدات في Hadoop بافتراض أساسي أن تعطل الأجهزة أمر شائع ويجب معالجته تلقائيًا بواسطة إطار العمل.
يتكون قلب Apache Hadoop من جزء تخزيني يُعرف باسم (Hadoop Distributed File System (HDFS ، وجزء معالجة وهو نموذج برمجة MapReduce. يقوم Hadoop بتقسيم الملفات إلى كتل كبيرة وتوزيعها عبر العقد Nodes في Cluster. والتي بدورها تنقل الشفرة المعبأة إلى Nodes لكي تتم معالجة تلك البيانات بالتوازي[بحاجة لمصدر].
يتكون إطار Apache Hadoop الأساسي من الوحدات التالية[بحاجة لمصدر]:
1. Hadoop Common - يحتوي على مكتبات وأدوات مساعدة تحتاجها وحدات Hadoop الأخرى
2. (Hadoop Distributed File System (HDFS -
3. Hadoop YARN
4. Hadoop MapReduce

## الروابط الخارجية
- الموقع الرسمي